# Somaya Ramadan
Somaya Yehia Ramadan (en árabe: سمية رمضان, El Cairo, 1951-El Cairo, 19 de agosto de 2024) fue una escritora, académica y traductora egipcia.

## Biografía
Estudió filología inglesa en la Universidad de El Cairo recibiendo su doctorado en 1983 en el Trinity College de Dublín. Se convirtió del islam a la fe bahaí.
Ganó el Premio Naguib-Mahfouz en 2001.

## Obra
- Madera y cobre (خشب ونحاس, 1995)
- Casas lunares ( منازل القمر, 1999)
- Hojas de narciso ( أوراق النرجس, 2001)